# Абу'л Аббас Ахмад I
Абу'л Аббас Ахмад I аль-Фадл (араб. أبو العباس الفضل; д/н — 1350) — 15-й султан і 14-й халіф Держави Хафсідів у 1349—1350 роках.

## Життєпис
Син халіфа Абу Бакра II. Про дату народження і молоді роки замало відомостей. 1347 року призначено валі (намісником) міста Аннаба. З початком війни брата Абу Хафс Умара II проти мариіндського султана Абу'л Гасан Алі I перейшов на бік останнього. Втім нерозважлива політика Мариіндів стосовно арабів призвела до конфлікту. 1348 року після поразки Абу'л Гасан Алі I в битві під Кайруаном від арабських племен, Абу'л Аббас залишив його.
Згодом очолив повстання. На його бік стали шейхи берберів з «партії альмохадів» на чолі з Ібн Тафругіном. В результаті вдалося звільнити більшість володінь та зайняти Туніс. Проте швидко новий халіф погиркався з Ібн тафругіном через владні амбіції того. Тоді шейх повалив Абу'л Аббас Ахмада I, якого невдовзі було вбито. Новим володарем став брат загиблого Абу Ісхак Ібрагім II.